# Bärnsdorf
Bärnsdorf ist ein Ortsteil von Radeburg in Sachsen, nördlich von Dresden.

## Geographie

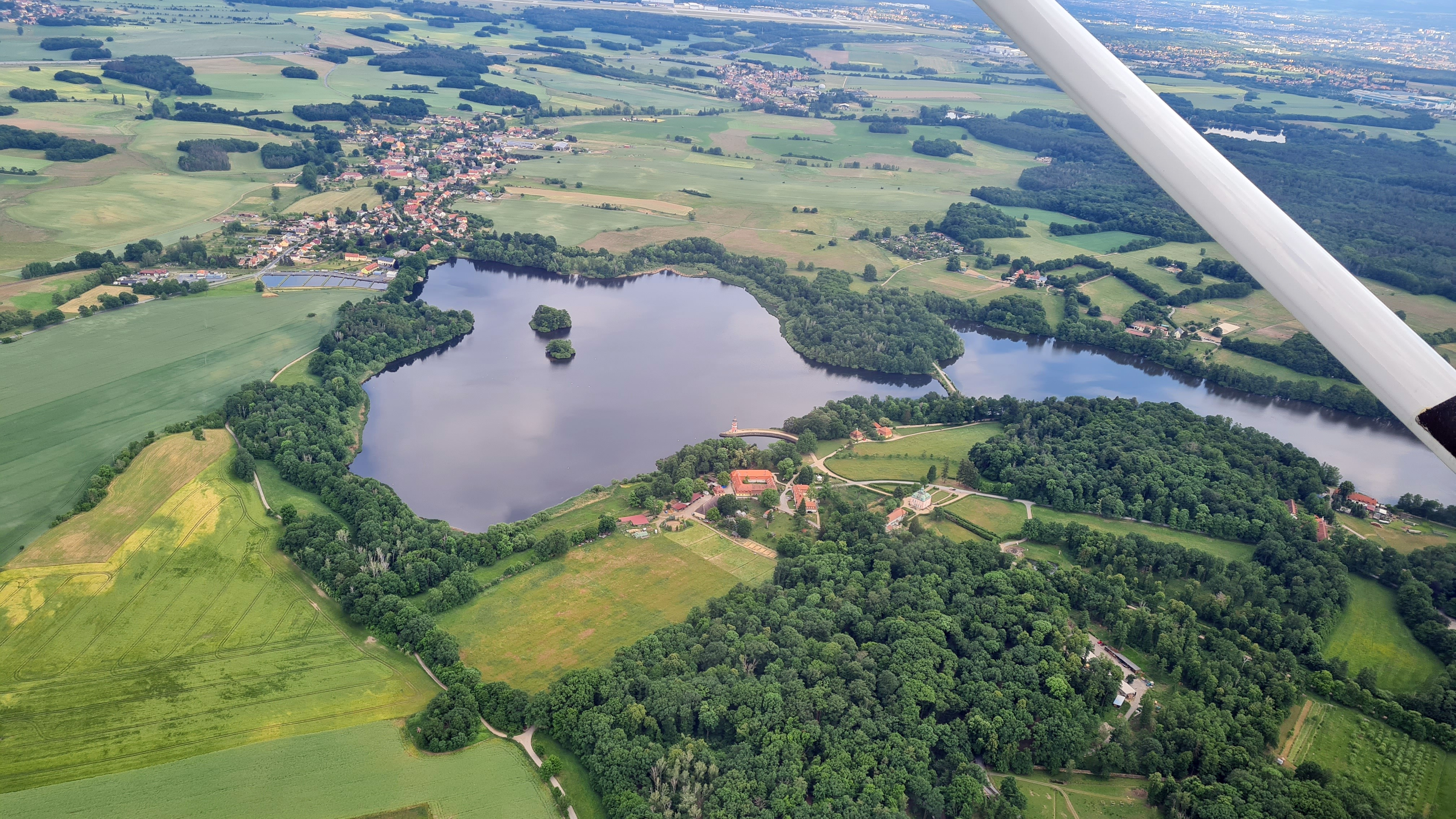
Bärnsdorf (oben links) am Großteich

Der Ort liegt etwa fünf Kilometer südlich des Stadtzentrums und vier Kilometer östlich von Moritzburg. Etwa einen Kilometer südöstlich des Ortes erhebt sich aus einer Hügelkette der Simonsberg. Umgebende Orte sind Berbisdorf im Norden, Cunnertswalde im Westen, der Kurort Volkersdorf im Süden und jenseits der Bergkette der Dresdner Stadtteil Marsdorf im Osten.

## Geschichte

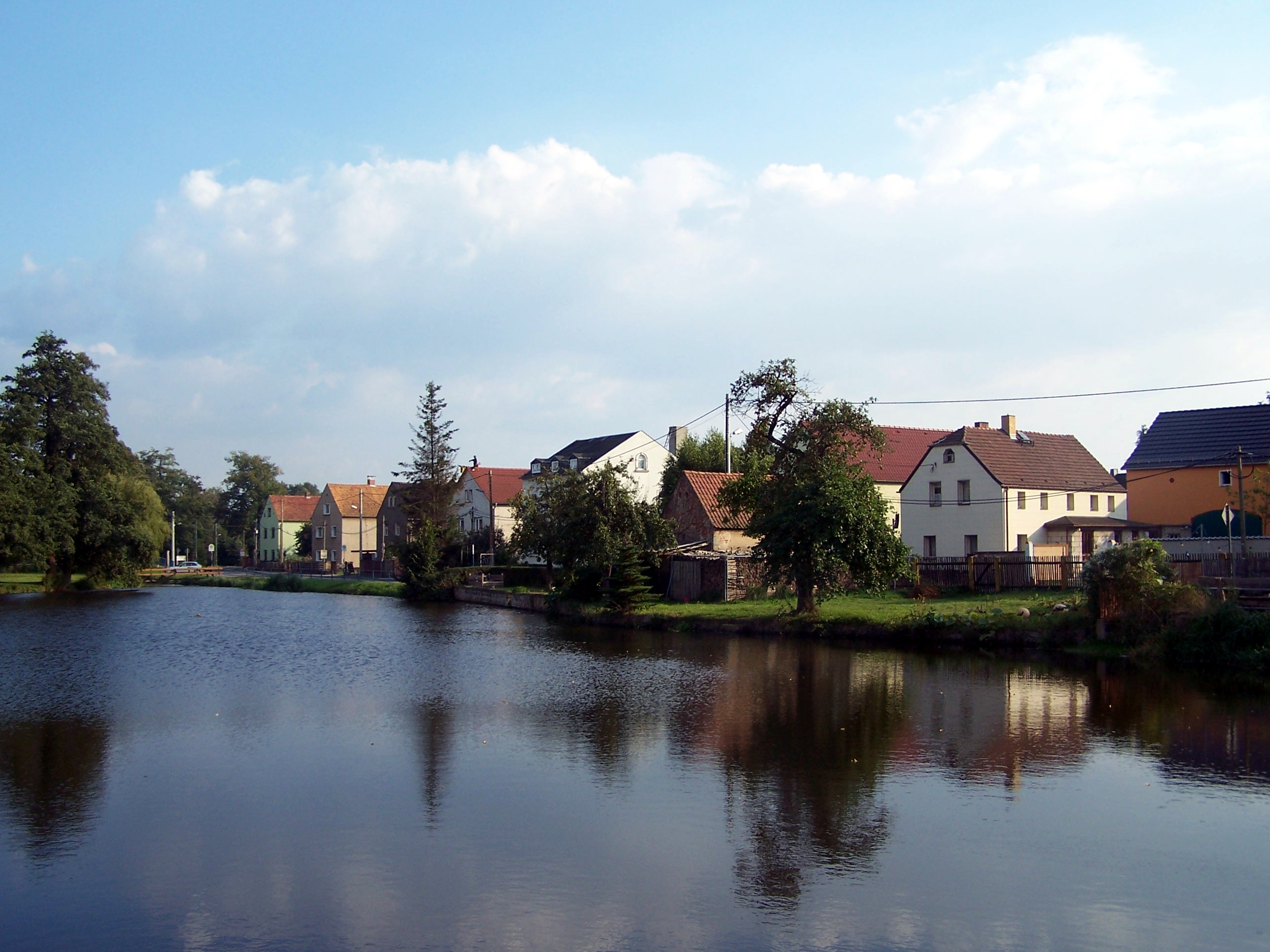
Blick über den Dorfteich

Die Zeit der Besiedlung der Bärnsdorfer Flur lässt sich nicht genau datieren, da nur ein Fund aus der späteren Bronzezeit (etwa 800 v. Chr.) vorhanden ist. Eine Urkunde aus dem Jahr 1309 erwähnt den Ort zum ersten Mal.
Die heutige Bezeichnung weist auf dessen Gründer Bernhard hin.
Bärnsdorf ist gleichzusetzen mit Bernhardisdorf, das heißt Dorf des Bernhard.
Im Verlauf der Jahrhunderte ergaben sich mehrere Schreibweisen:
- 1309 Bernhardistorf
- 1420 Bernherstorff
- 1420 Bernhesdorf
- 1422 Bernsdorff
- Ab 1690 Bärnsdorf, aber auch noch Bernsdorff

Erst im 19. Jahrhundert hat die heutige Schreibweise ihre allgemeine Gültigkeit erlangt.
Bärnsdorf ist ein Waldhufendorf. Ein ehemaliges Rittergut ist nicht mehr vorhanden. Dennoch mussten die Bärnsdorfer Bauern lange Zeit für andere Gutsherren Hand- und Spanndienste leisten sowie Zins zahlen, so an das kurfürstliche Ostravorwerk und das bischöfliche Archidiakonat Nisan. Eine prächtige neugotische Kirche wurde 1875 anstelle eines Saalbaues aus dem 17. Jahrhundert errichtet. Im danebenstehenden Pfarrhaus mit Fachwerkoberbau und Spitznischenportal in der Frontseite gibt es ein schönes Bild von der alten Kirche. Ähnlich ist die gegenüberstehende alte Schule (heute Sitz des Heimatvereins) gebaut. Auch eine Wassermühle besaß der Ort (1908 aufgegeben und später abgerissen), die, neben dem Gasthof gelegen, mit dem Wasser eines speziell angelegten Mühlteiches, dem heutigen Dorfteich, betrieben wurde.
Die Fischzucht spielt seit dem 16. Jahrhundert eine große Rolle. Sie geht auf Georg den Bärtigen zurück, der die Grundlage für das Moritzburger Teichgebiet legte, um dem Raubabbau des Waldes Einhalt zu gebieten. Die drei Höfe des kleinen Ortes Cunnertswalde (1378 erstmals erwähnt) gehörten als sogenannte Weidehöfe mit 114 Hektar Land bis 1945 dem Dresdner Rennverein, der hier eine Fohlenaufzucht durch einen 1882 speziell dafür gegründeten Fohlenaufzuchtverein betrieb. 1945, im Zuge der Bodenreform, wurde der Verein enteignet. Die Neubauern, die die Gehöfte erhielten, traten 1960 der LPG Bärnsdorf bei. Der Ort war bereits 1950 zu Bärnsdorf eingemeindet worden.
Am 1. Januar 1950 wurde die bisher eigenständige Gemeinde Cunnertswalde eingegliedert.
Bärnsdorf war bis 1994 selbständige Gemeinde. Am 1. März 1994 schloss sie sich mit den Nachbargemeinden Berbisdorf und Volkersdorf zur neuen Gemeinde Promnitztal zusammen. Diese bestand jedoch nur bis 1998. Am 1. Januar 1999 wurde Bärnsdorf Ortsteil der Stadt Radeburg.

## Sehenswürdigkeiten

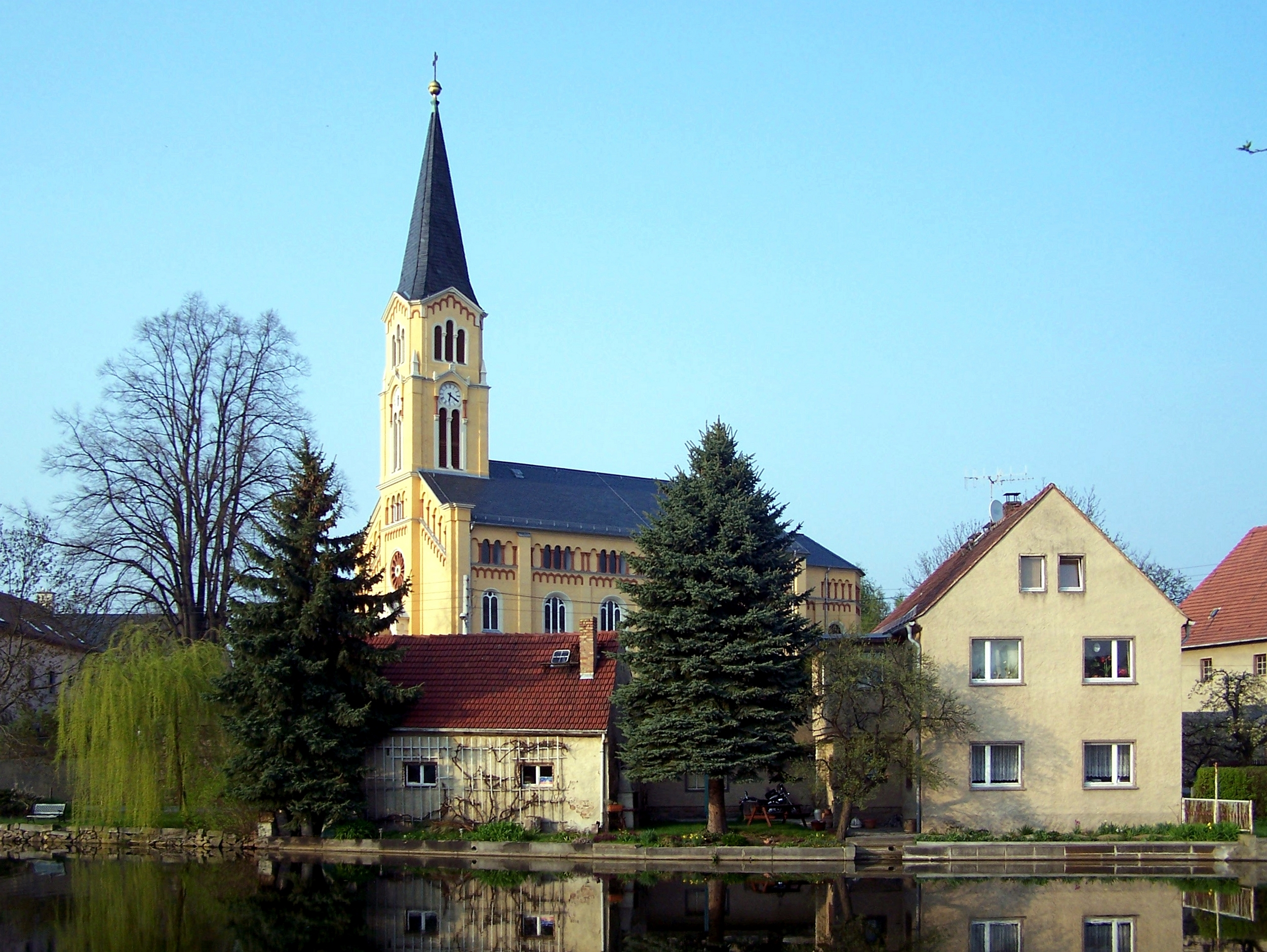
Blick über den Dorfteich zur Kirche

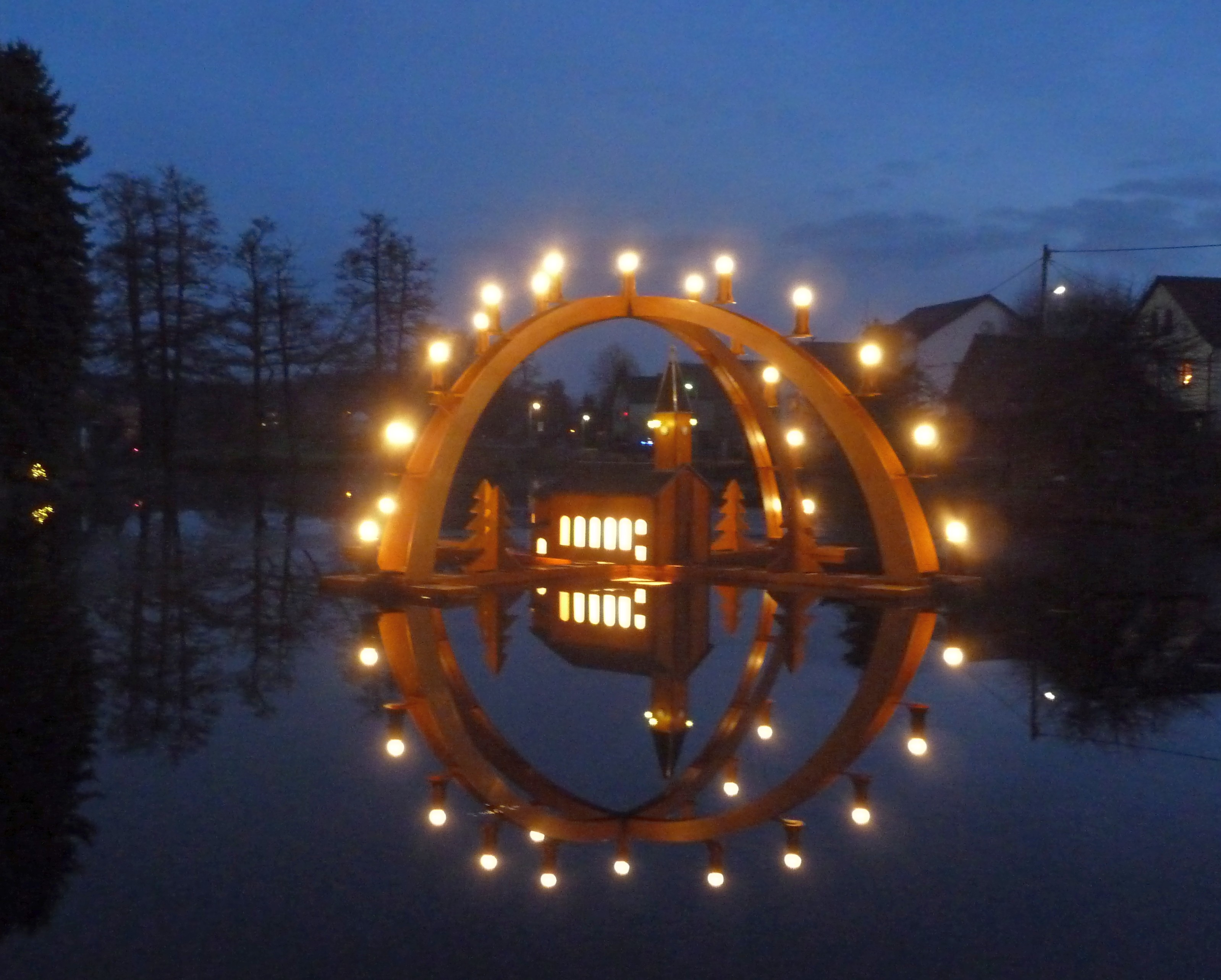
Schwibbogen auf dem Dorfteich

Zu den Sehenswürdigkeiten des Ortes gehören die Lößnitzgrundbahn sowie die neugotische Dorfkirche und der Großteich, der zum Moritzburger Teichgebiet gehört. Heutzutage wird immer noch Karpfenzucht in der Binnenfischerei betrieben. Am Westufer steht der Leuchtturm Moritzburg aus dem späten 18. Jahrhundert. Einzigartig ist auch die Kleinkuppenlandschaft, in die Bärnsdorf eingebettet ist. Seit einigen Jahren schwimmt während der Adventszeit auf dem Bärnsdorfer Dorfteich ein 4,5 Meter großer Erzgebirgischer Schwibbogen.

## Tourismus
Bärnsdorf ist mit Kfz direkt über die Autobahnanschlussstelle Marsdorf (A 13) zu erreichen. Buslinien verkehren zwischen Dresden und Radeburg über Bärnsdorf.
Radtouristen erreichen Bärnsdorf über die Sächsische Städteroute oder den Heinrich-Zille-Radweg. Über örtliche Wanderwege ist man mit dem touristisch gut erschlossenen Moritzburger Teichgebiet verbunden.